# 全国高等学校野球選手権奥羽大会
奥羽大会（おううたいかい）は、1925年（第11回）から1957年（第39回）まで、府県レベルの大会にとどまった1941年（第27回）を除いて行われ、1974年（第56回）から1977年（第59回）まで再び行われた、全国中等学校優勝野球大会および全国高等学校野球選手権大会の地方大会。

## 概要・歴史

### 3県時代
1923年（第9回）の東北大会で初めて東北6県が出揃い、参加校数も20校を超えるようになった。
1925年（第11回）から東北6県は奥羽大会（青森・秋田・山形）、東北大会（岩手・宮城・福島）に2分割された。1931年（第17回）から各県予選を実施。1934年（第20回）から岩手と山形が入れ替わるかたちで奥羽大会（青森・岩手・秋田）、東北大会（山形・宮城・福島）に編成替えとなった。
1958年（第40回）は一府県一代表が認められ、1959年（第41回）から東北6県は北奥羽大会（青森・岩手）、西奥羽大会（秋田・山形）、東北大会（宮城・福島）に3分割されたため、奥羽大会は1957年（第39回）をもって一旦消滅した。

### 2県時代
1974年（第56回大会）から岩手と福島の単独代表が認められ、奥羽大会（青森・秋田）と東北大会（山形・宮城）に編成替えとなった。1978年（第60回大会）以降は毎年一府県一代表となったため、奥羽大会は1977年（第59回大会）を最後に消滅した。

## 歴代代表校

### 3県時代
| 年度                 | 参加県           | 大会方式                        | 代表校（出場回数）        | 決勝スコア | 準優勝校 | 全国大会      |
| -------------------- | ---------------- | ------------------------------- | ------------------------- | ---------- | -------- | ------------- |
| 1925年（第11回大会） | 青森・秋田・山形 | 7校参加                         | 秋田商（初出場）          | 17-6       | 山形中   | 2回戦（初戦） |
| 1926年（第12回大会） | 青森・秋田・山形 | 15校参加                        | 八戸中（初出場）          | 8-6        | 秋田商   | 1回戦         |
| 1927年（第13回大会） | 青森・秋田・山形 | 10校参加                        | 青森師範（初出場）        | 9-0        | 秋田師範 | 1回戦         |
| 1928年（第14回大会） | 青森・秋田・山形 | 10校参加                        | 八戸中（2年ぶり2回目）    | 9-2        | 秋田師範 | 1回戦         |
| 1929年（第15回大会） | 青森・秋田・山形 | 19校参加                        | 秋田師範（初出場）        | 6x-5       | 八戸中   | 1回戦         |
| 1930年（第16回大会） | 青森・秋田・山形 | 20校参加                        | 八戸中（2年ぶり3回目）    | 2-1        | 秋田商   | 2回戦（初戦） |
| 1931年（第17回大会） | 青森・秋田・山形 | 8校出場 （各県2校・ 開催県4校） | 秋田中（7年ぶり4回目）    | 3-1        | 八戸中   | 2回戦         |
| 1932年（第18回大会） | 青森・秋田・山形 | 8校出場 （各県2校・ 開催県4校） | 秋田中（2年連続5回目）    | 11-4       | 秋田師範 | 1回戦         |
| 1933年（第19回大会） | 青森・秋田・山形 | 8校出場 （各県2校・ 開催県4校） | 秋田中（3年連続6回目）    | 10-9       | 秋田商   | 2回戦（初戦） |
| 1934年（第20回大会） | 青森・岩手・秋田 | 8校出場 （各県2校・ 開催県4校） | 秋田中（4年連続7回目）    | 6-0        | 秋田商   | ベスト4       |
| 1935年（第21回大会） | 青森・岩手・秋田 | 8校出場 （各県2校・ 開催県4校） | 秋田商（10年ぶり2回目）   | 7-1        | 盛岡中   | ベスト8       |
| 1936年（第22回大会） | 青森・岩手・秋田 | 8校出場 （各県2校・ 開催県4校） | 盛岡商（初出場）          | 3-1        | 秋田商   | 1回戦         |
| 1937年（第23回大会） | 青森・岩手・秋田 | 8校出場 （各県2校・ 開催県4校） | 秋田中（3年ぶり8回目）    | 4x-3       | 盛岡商   | 2回戦（初戦） |
| 1938年（第24回大会） | 青森・岩手・秋田 | 8校出場 （各県2校・ 開催県4校） | 青森師範（11年ぶり2回目） | 8-7        | 青森中   | 2回戦（初戦） |
| 1939年（第25回大会） | 青森・岩手・秋田 | 8校出場 （各県2校・ 開催県4校） | 青森中（初出場）          | 8x-7       | 盛岡中   | 2回戦（初戦） |
| 1940年（第26回大会） | 青森・岩手・秋田 | 8校出場 （各県2校・ 開催県4校） | 福岡中（9年ぶり5回目）    | 11-4       | 弘前工   | 1回戦         |
| 1946年（第28回大会） | 青森・岩手・秋田 | 4校出場 （各県1校・ 開催県2校） | 一関中（26年ぶり4回目）   | 3-2        | 盛岡中   | 2回戦（初戦） |
| 1947年（第29回大会） | 青森・岩手・秋田 | 4校出場 （各県1校・ 開催県2校） | 福岡中（7年ぶり6回目）    | 5-4        | 青森中   | 2回戦         |
| 1948年（第30回大会） | 青森・岩手・秋田 | 4校出場 （各県1校・ 開催県2校） | 青森（9年ぶり2回目）      | 5-3        | 青森一   | 2回戦（初戦） |
| 1949年（第31回大会） | 青森・岩手・秋田 | 8校出場 （各県2校・ 開催県4校） | 盛岡（16年ぶり6回目）     | 3-2        | 黒沢尻   | 1回戦         |
| 1950年（第32回大会） | 青森・岩手・秋田 | 8校出場 （各県2校・ 開催県4校） | 盛岡（2年連続7回目）      | 5-1        | 本荘     | 2回戦（初戦） |
| 1951年（第33回大会） | 青森・岩手・秋田 | 8校出場 （各県2校・ 開催県4校） | 青森（3年ぶり3回目）      | 1-0        | 盛岡一   | 2回戦（初戦） |
| 1952年（第34回大会） | 青森・岩手・秋田 | 8校出場 （各県2校・ 開催県4校） | 盛岡商（16年ぶり2回目）   | 7-1        | 一関一   | 2回戦（初戦） |
| 1953年（第35回大会） | 青森・岩手・秋田 | 8校出場 （各県2校・ 開催県4校） | 秋田（16年ぶり9回目）     | 5-2        | 八戸     | 2回戦（初戦） |
| 1954年（第36回大会） | 青森・岩手・秋田 | 8校出場 （各県2校・ 開催県4校） | 秋田（2年連続10回目）     | 3-1        | 青森一   | 2回戦（初戦） |
| 1955年（第37回大会） | 青森・岩手・秋田 | 8校出場 （各県2校・ 開催県4校） | 岩手（初出場）            | 5-3        | 八戸     | 2回戦         |
| 1956年（第38回大会） | 青森・岩手・秋田 | 8校出場 （各県2校・ 開催県4校） | 秋田（2年ぶり11回目）     | 3-2        | 八戸     | 2回戦（初戦） |
| 1957年（第39回大会） | 青森・岩手・秋田 | 8校出場 （各県2校・ 開催県4校） | 黒沢尻工（初出場）        | 6-2        | 八戸     | 1回戦         |

### 2県時代
| 年度                 | 参加県     | 大会方式            | 代表校（出場回数）       | 決勝スコア | 準優勝校 | 全国大会      |
| -------------------- | ---------- | ------------------- | ------------------------ | ---------- | -------- | ------------- |
| 1974年（第56回大会） | 青森・秋田 | 4校出場 （各県2校） | 秋田市立（2年ぶり4回目） | 4-1        | 弘前実   | 2回戦（初戦） |
| 1975年（第57回大会） | 青森・秋田 | 4校出場 （各県2校） | 秋田商（5年ぶり7回目）   | 4-3        | 大曲農   | 3回戦         |
| 1976年（第58回大会） | 青森・秋田 | 4校出場 （各県2校） | 秋田商（2年連続8回目）   | 11-1       | 秋田     | 2回戦         |
| 1977年（第59回大会） | 青森・秋田 | 4校出場 （各県2校） | 能代（14年ぶり2回目）    | 2-1        | 秋田商   | 1回戦         |